# Kościół Narodzenia Najświętszej Maryi Panny w Wysokiem Mazowieckiem
Kościół Narodzenia Najświętszej Maryi Panny w Wysokiem Mazowieckiem – rzymskokatolicki kościół filialny znajdujący się w mieście Wysokie Mazowieckie, w województwie podlaskim. Należy do dekanatu Wysokie Mazowieckie diecezji łomżyńskiej.

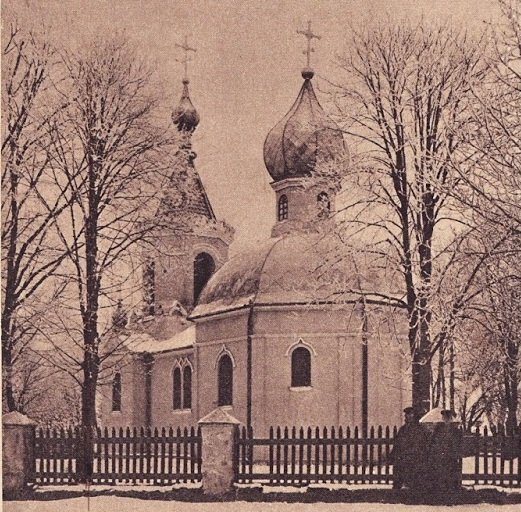
Dawna cerkiew pw. św. św. Kosmy i Damiana – 1918 r.

## Historia
Budowla została wzniesiona w 1798 roku jako cerkiew unicka. Murowany budynek został wybudowany na planie ośmioboku na miejscu świątyni drewnianej. Świątynię tą zbudowano w połowie XVI wieku jako cerkiew prawosławną uposażoną m.in. przez króla Zygmunta II Augusta. Budowla mieściła się na terenie dawnego cmentarza cerkiewnego. Po 1596 roku cerkiew została przejęta przez unitów.
Po skasowaniu unii brzeskiej w 1875 roku przekazana przez władze carskie prawosławnym. W 1896 roku do budowli została dobudowana prostokątna nawa z wieżą. Cerkiew nosiła wezwanie świętych Cudotwórców Kosmy i Damiana. 
Po odzyskaniu niepodległości w 1918 roku władze Wysokiego Mazowieckiego postanowiły przeznaczyć świątynię na skład sprzętu strażackiego. Dopiero 30 czerwca 1929 roku cerkiew została przejęta przez rzymskokatolicką parafię św. Jana Chrzciciela, która przeznaczyła świątynię na kościół filialny pod wezwaniem Narodzenia Najświętszej Maryi Panny. Podczas remontu, kopuły w stylu bizantyjskim zostały zastąpione przez istniejące do dzisiaj. 
Według zapowiedzi o godz. 11 z kościoła parafialnego wyszła procesja, która na czele z duszpasterstwem i bractwami, przy udziale wielotysięcznego tłumu udała się na cmentarz kościoła N.M.P. Procesja zatrzymała się na u progu świątyni, gdy tymczasem miejscowy proboszcz ks. kan. Józef Rogiński, poświęcił mury zewnętrzne, klęcząc zaś przed wielkimi drzwiami odmówił wraz z przepisanymi modlitwami Litanię do Wszystkich Świętych, poświęcił mury wewnętrzne, poczem dopiero wprowadził procesję do środka. Pierwsze kazanie wygłosił ks. kan. Franciszek Staniewicz. Po skończonym nabożeństwie kościół otwarty był do późnego wieczora, wierni zaś nie mogąc się odzyskanym skarbem nacieszyć, licznie nawiedzali świątynie, śpiewając nabożne polskie pieśni kościelne.  
W latach 1996–1997, podczas urzędowania proboszcza księdza Edwarda Zambrzyckiego, kościół został odnowiony.

## Galeria

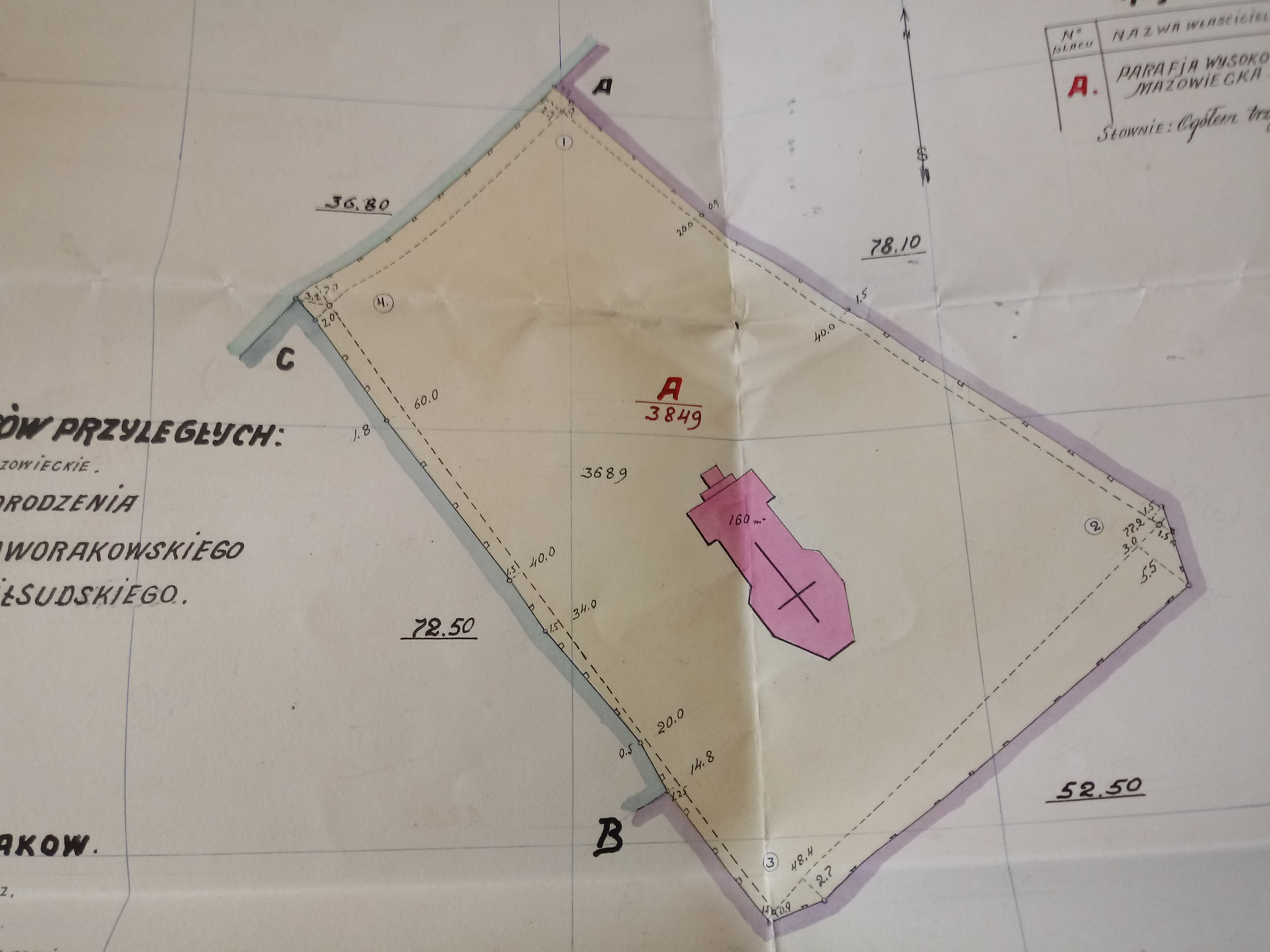
Plan terenu cmentarza wraz z świątynią pounicką 1939 r.
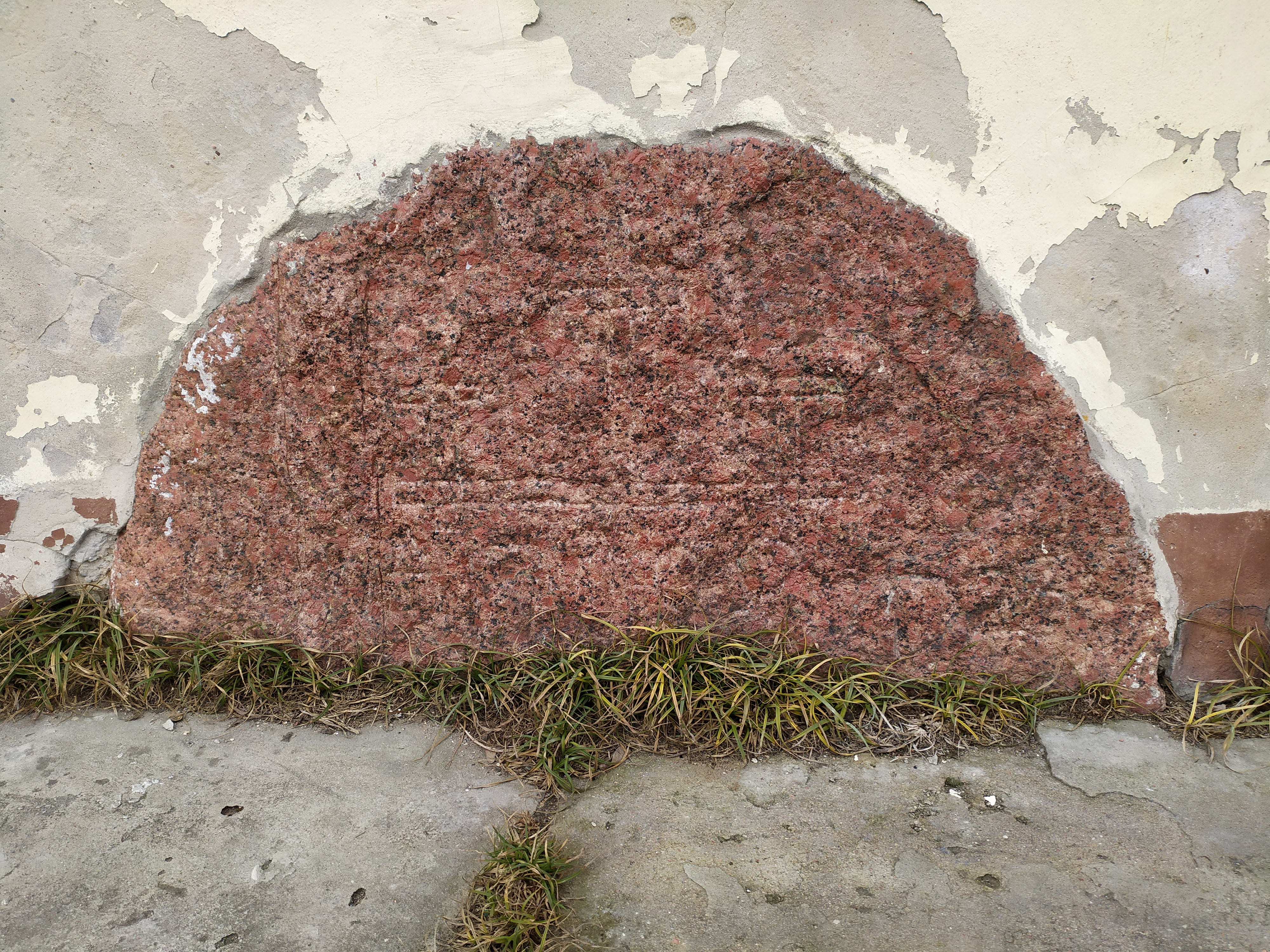
Kamień węgielny z 1798 r.  (w przyziemieniu kościoła od południa)
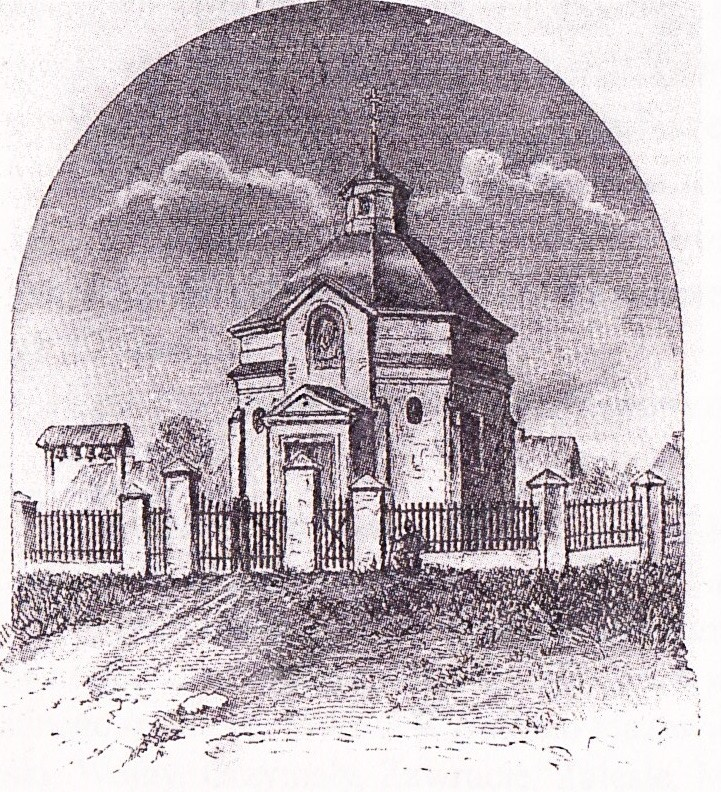
Cerkiew św. św. Kosmy i Damiana, stan z XIX w.
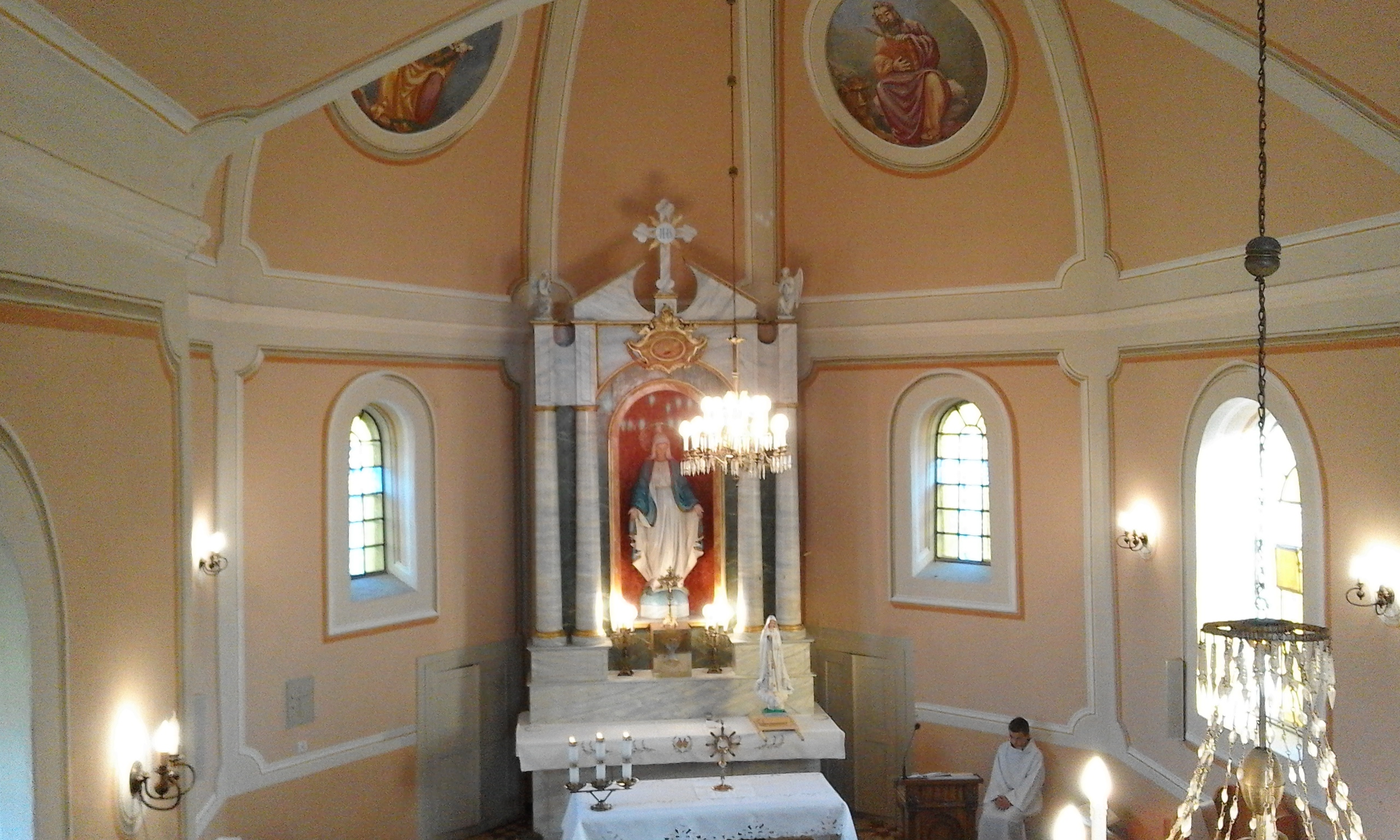
Wnętrze kościoła – ołtarz główny z figurą Matki Bożej Niepokalanej